# Tidworth
Tidworth è un paese di 9 500 abitanti della contea del Wiltshire, in Inghilterra.